# Saint-Pierre (Haute-Garonne)
Saint-Pierre település Franciaországban, Haute-Garonne megyében. Lakosainak száma 261 fő (2022. január 1.). Saint-Pierre Verfeil, Gauré, Lavalette és Saint-Marcel-Paulel községekkel határos.

## Népesség
A település népessége az elmúlt években az alábbi módon változott:
| Lakosok száma | 134  | 135  | 201  | 245  | 263  | 255  | 239  | 234  | 247  | 261  |
|               | 1968 | 1982 | 1990 | 2006 | 2013 | 2015 | 2017 | 2019 | 2020 | 2022 |

## Műemlékek

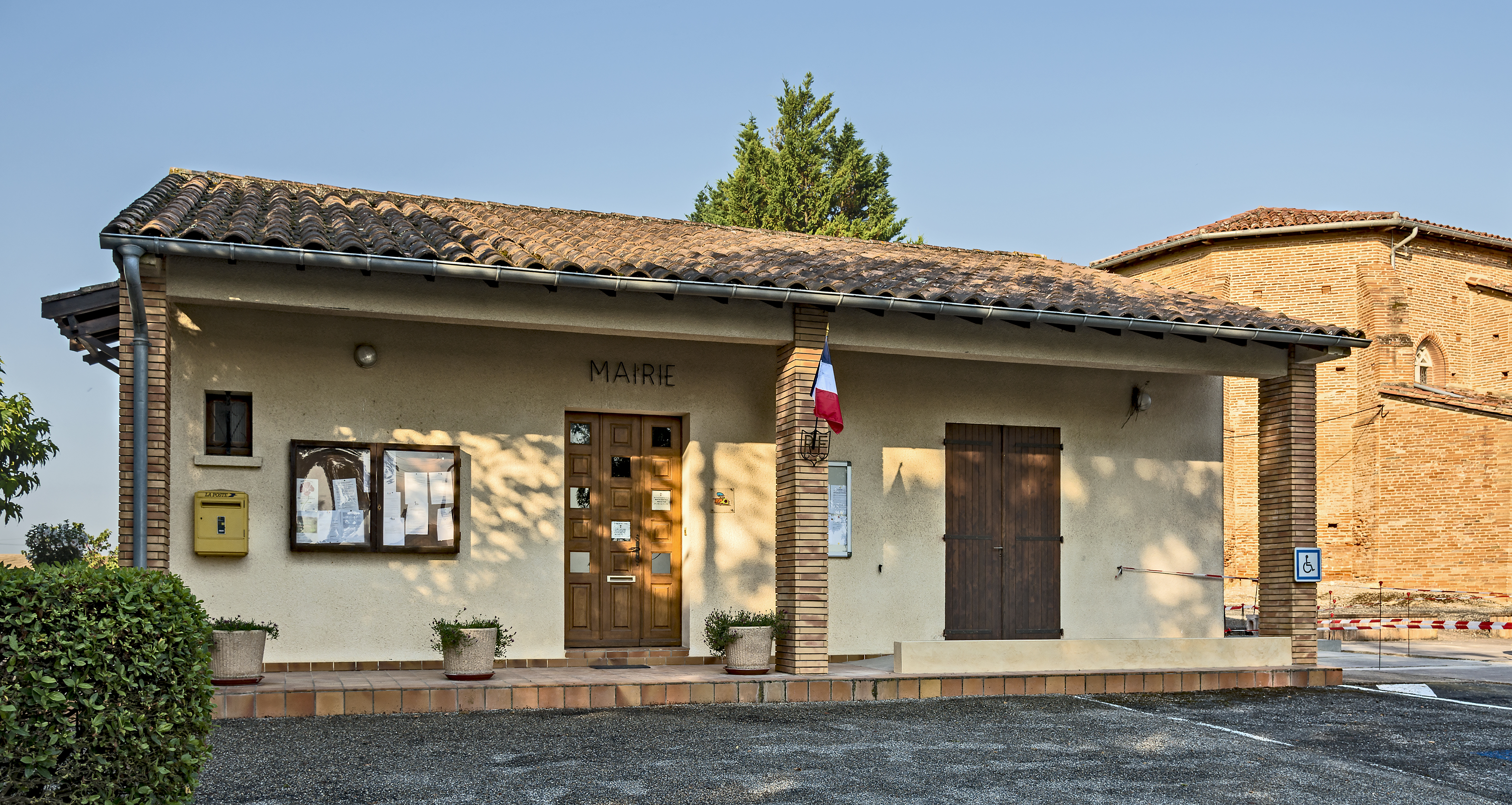
Városháza
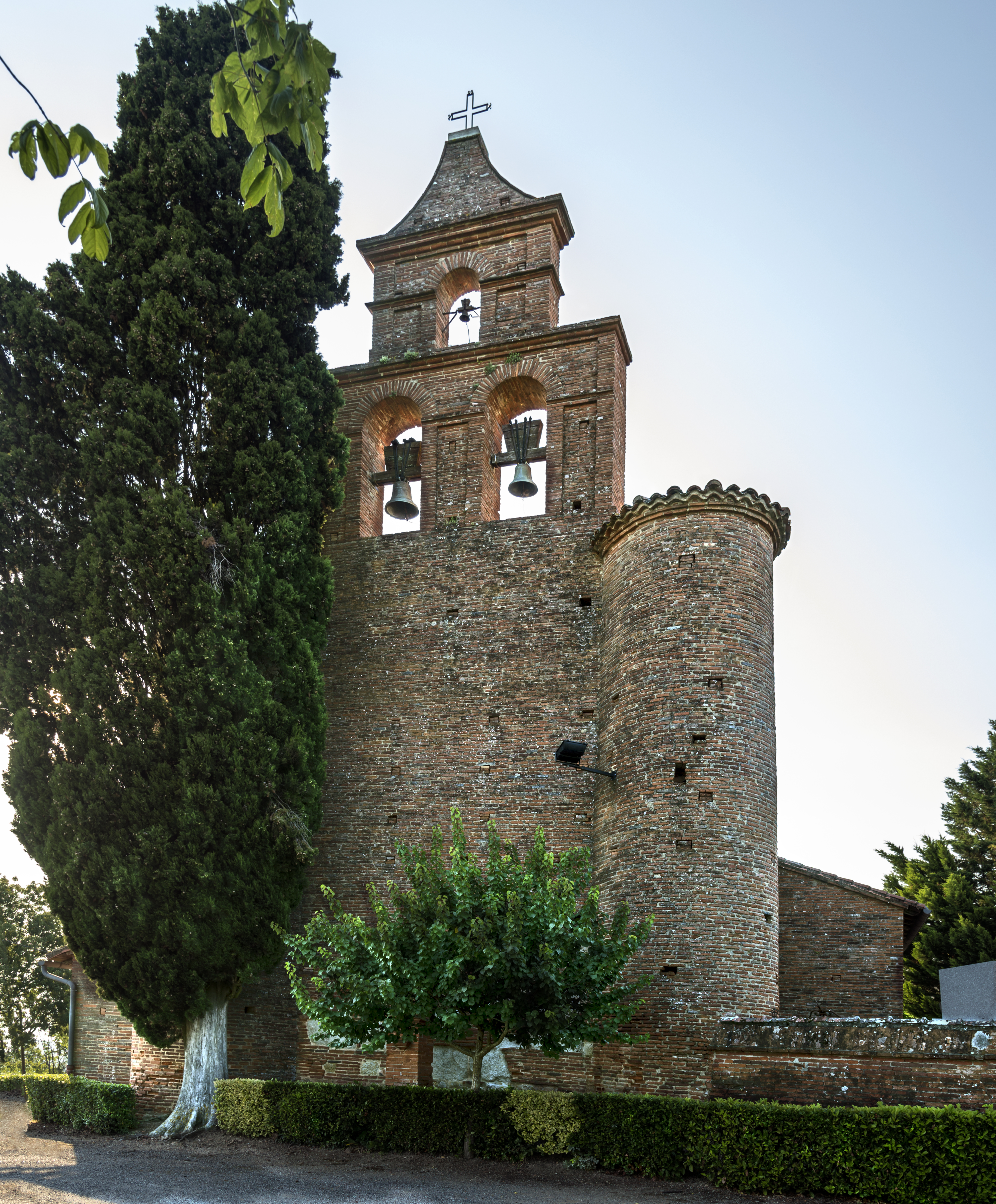
Templom Szent-Martin
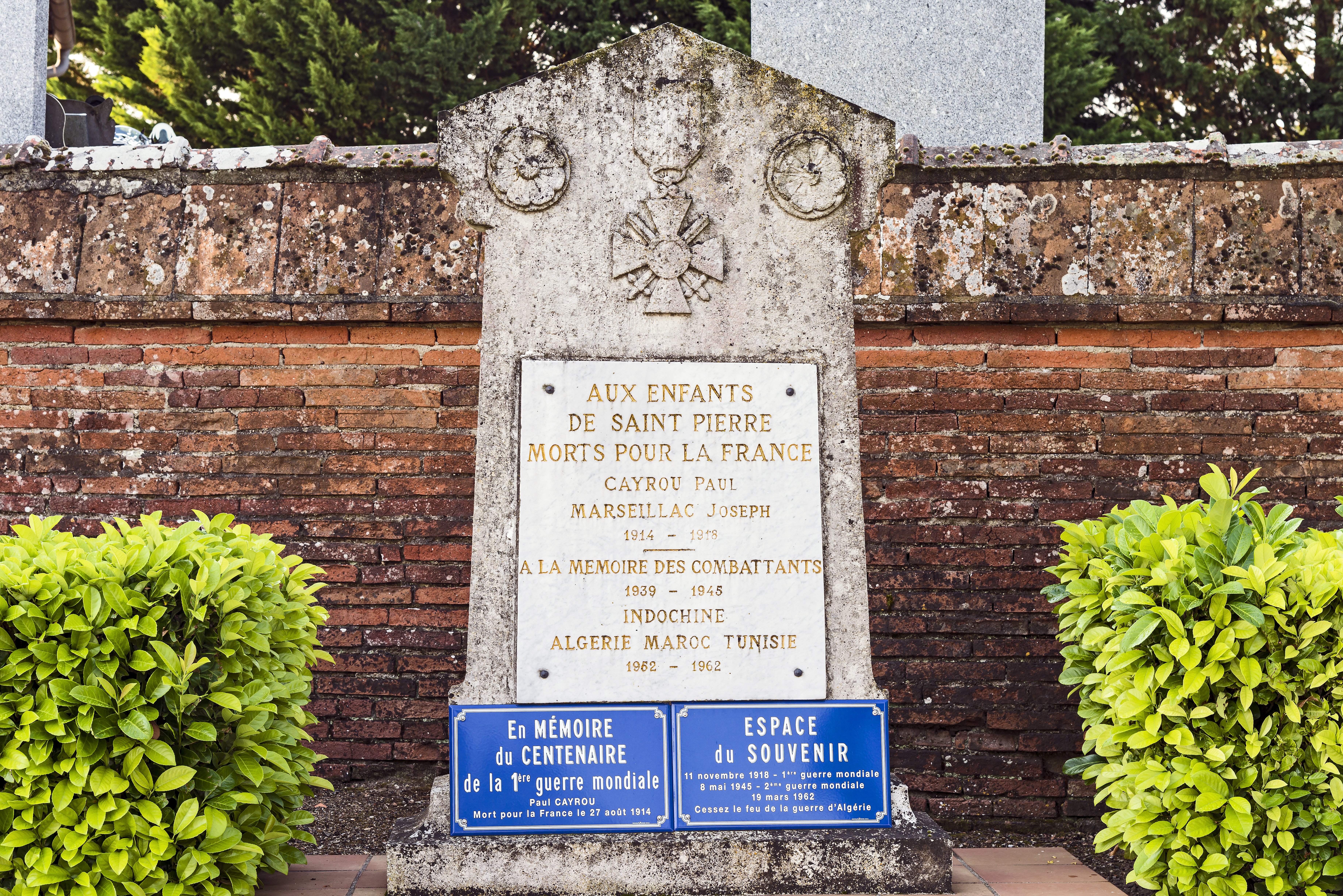
háborús emlékmű